# Velinda Godfrey
Pour les articles homonymes, voir Godfrey.
Velinda Godfrey, née le 28 février 1985 à Iowa City, est une productrice, scénariste et actrice américaine.

## Biographie
(en) Velinda Godfrey and Maura Anderson Find Home in “Heartland” 

## Filmographie

### Actrice
- 2003 : Star-Crossed : Natalie
- 2003 : Hallow's End : Faith
- 2003 : American Indian Graffiti: This Thing Life : Jessica
- 2007 : The Gray Man : l'infirmière
- 2009 : Grande Drip (court métrage) : Molly
- 2011 : Not Quite College : Tiffany
- 2011 : The Truth About Angels : Lindsay Stone
- 2011 : Dream Journal (série télévisée) : la Lollipop Girl
- 2011 : Termite: The Walls Have Eyes : l'opératrice 911 (voix)
- 2013 : Adonis (court métrage) : Jenni
- 2013 : Perception (série télévisée) : Thin Brunette
- 2014 : Making 30 : Marylin
- 2015 : The Hive : la fille #3
- 2015 : The Mess (court métrage) : Ellen
- 2016 : Element : la messagère
- 2016 : Heartland : Lauren

### Productrice
- 2012 : Two Any Style (court métrage)
- 2012 : Boats Against the Current (court métrage)
- 2015 : The Mess (court métrage)
- 2016 : Heartland

### Scénariste
- 2015 : The Mess (court métrage)
- 2016 : Heartland